# 5. korpus (NOVJ)
5. korpus je bil partizanski korpus, ki je deloval kot del NOV in POJ v Jugoslaviji med drugo svetovno vojno.
Korpus je bil ustanovljen 5. oktobra 1943 s preimenovanjem 2. bosanskega korpusa.

## Sestava
- 4. divizija
- 10. divizija